# SN 2006H
SN 2006H – supernowa typu Ia odkryta 15 stycznia 2006 roku w galaktyce A032601+4041. W momencie odkrycia miała maksymalną jasność 17,00m.